# أل باركر
أل باركر (بالإنجليزية: Al Barker)‏ هو لاعب كرة قاعدة أمريكي، ولد في 18 يناير 1839 في Lost Creek Township, Vigo County, Indiana ‏ في الولايات المتحدة، وتوفي في 15 سبتمبر 1912 في روكفورد في الولايات المتحدة.

## وصلات خارجية
- أل باركر على موقعبيزبول رفرنس.كوم (الدوري الرئيسي) (الإنجليزية)
- أل باركر على موقع جمعية أبحاث البيسبول الأمريكية (الإنجليزية)